# قيس بن مسلم
أبو عمرو قيس بن مسلم الجُدلي (المتوفي سنة 120 هـ) تابعي كوفي، وأحد رواة الحديث النبوي.

## سيرته
يعد أبو عمرو قيس بن مسلم الجُدلي من تابعي أهل الكوفة، وهو من جُديلة إحدى بطون قبيلة عدوان القيسية. كان قيس بن مسلم من رواة الحديث النبوي، ومن العُبّاد الزاهدين، فقد روى سفيان بن عيينة قوله: «كانوا يقولون: ما رفع قيس بن مسلم رأسه إلى السماء منذ كذا وكذا تعظيما لله»، إلا أنه كان يميل إلى آراء المُرجئة. وقد توفي قيس بن مسلم سنة 120 هـ في الكوفة.

## روايته للحديث النبوي
- روى عن: طارق بن شهاب وعبد الرحمن بن أبي ليلى ومجاهد بن جبر[3] وإبراهيم بن جرير بن عبد الله البجلي والحسن بن محمد بن الحنفية وسعيد بن جبير.[2]
- روى عنه: أيوب بن عائذ وأبو حنيفة النعمان ومسعر بن كدام وشعبة بن الحجاج وأبو العميس وسفيان الثوري[3] إبراهيم بن محمد بن المنتشر وإدريس بن يزيد الأودي والجراح بن مليح الرؤاسي وحفص بن سليمان الكوفي والربيع بن لوط والركين بن الربي ورقبة بن مصقلة وسليمان بن مهران الأعمش وصدقة بن أبي عمران وعتبة بن يقظان وغيلان بن جامع ومالك بن مغول وأبو عاصم محمد بن أبي أيوب الثقفي ومهند القيسي وأبو خالد الدالاني[2]
- الجرح والتعديل: قال عنه ابن سعد: «كان ثقةً، ثبتًا، له حديث صالح»،[4] وقد وثّقه أحمد بن حنبل[3] ويحيى بن معين وأبو حاتم الرازي والنسائي وشعبة ويحيى بن سعيد القطان، وذكره ابن حبان في كتاب «الثقات»، كما روى له الجماعة.[2]